# Luboš Beniak
Luboš Beniak (* 7. července 1957 Praha) je český novinář a manažer, bývalý šéfredaktor Mladého světa a bývalý ředitel Reader's Digest Výběr pro střední Evropu, v letech 2014 až 2020 člen Rady České televize.

## Život
Rodiče Luboše Beniaka přišli ze Slovenska, on sám se už ale narodil v Praze. Po základní škole absolvoval pražské Gymnázium Nad Štolou. Následně vystudoval Fakultu žurnalistiky Univerzity Karlovy v Praze (promoval v roce 1980). V letech 1979 až 1992 působil v týdeníku Mladý svět, a to postupně jako sportovní redaktor, vedoucí kulturní rubriky a od roku 1989 šéfredaktor.
V roce 1993 se stal ředitelem pobočky britské firmy z oblasti public relations Shilland and Co Central Europe. Ve stejném roce zároveň dělal mluvčího ministru průmyslu a obchodu ČR Vladimíru Dlouhému. V letech 1994 až 1995 pracoval v TV Nova jako moderátor a dramaturg pořadu Proč?
V roce 1995 nastoupil do nakladatelství a vydavatelství Reader's Digest Výběr na pozici vedoucího české pobočky, od roku 1999 byl generálním ředitelem pro střední Evropu. Společnost v roce 2013 opustil.
V březnu 2014 byl zvolen Poslaneckou sněmovnou PČR členem Rady České televize. Do Rady ČT jej navrhla Nadace Charty 77, získal 90 hlasů od přítomných poslanců. Funkci člena Rady ČT vykonával do března 2020. Od roku 1997 je členem Rady Konta Bariéry, nejvýznamnějšího projektu Nadace Charty 77.
Od roku 2016 je stálým spolupracovníkem magazínu Reportér. V roce 2019 vydal v nakladatelství Práh knihu Dvě minuty mistry světa, soubor reportážních portrétů českých fotbalistů, kteří v roce 2007 v Kanadě získali stříbrné medaile na mistrovství světa do 20 let. V roce 2022 vydal v nakladatelství Prostor knižní rozhovor s bývalým premiérem Špidla aneb Zdroje jsou.
Luboš Beniak je ženatý. S manželkou Hanou mají dvě děti – dceru Terezu (* 1984) a syna Marka (* 1987).